# Associazione Calcio Genova 1893 1939-1940
Questa pagina raccoglie i dati riguardanti l'Associazione Calcio Genova 1893 nelle competizioni ufficiali della stagione 1939-1940.

## Stagione
Nella stagione 1939-1940 il Genova 1893 con 33 punti si classifica in quinta posizione affiancato al Torino.

## Divise
La maglia per le partite casalinghe presentava i colori rossoblu.

## Organigramma societario
Area direttiva
- Presidente: Juan Culiolo

Area tecnica
- Allenatore: William Garbutt

## Rosa
| N. |                   | Ruolo | Calciatore          |
| -- | ----------------- | ----- | ------------------- |
|    | Italia (bandiera) | P     | Carlo Ceresoli      |
|    | Italia (bandiera) | P     | Lino Fregosi        |
|    | Italia (bandiera) | P     | Giulio Zaro         |
|    | Italia (bandiera) | D     | Michele Borelli     |
|    | Italia (bandiera) | D     | Sergio Marchi       |
|    | Italia (bandiera) | D     | Vittorio Sardelli   |
|    | Italia (bandiera) | D     | Luigi Spadoni       |
|    | Italia (bandiera) | C     | Giovanni Battistoni |
|    | Italia (bandiera) | C     | Ugo Conti           |
|    | Italia (bandiera) | C     | Longino Di Piazza   |
|    | Italia (bandiera) | C     | Mario Genta         |
|    | Italia (bandiera) | C     | Giorgio Michelini   |

| N. |                      | Ruolo | Calciatore       |
| -- | -------------------- | ----- | ---------------- |
|    | Italia (bandiera)    | C     | Athos Miniati    |
|    | Italia (bandiera)    | C     | Giacomo Neri     |
|    | Italia (bandiera)    | C     | Carlo Paoletti   |
|    | Italia (bandiera)    | C     | Mario Perazzolo  |
|    | Italia (bandiera)    | C     | Luigi Scarabello |
|    | Italia (bandiera)    | C     | Andrea Verrina   |
|    | Italia (bandiera)    | C     | Carlo Villa      |
|    | Italia (bandiera)    | A     | Bruno Arcari     |
|    | Italia (bandiera)    | A     | Sergio Bertoni   |
|    | Italia (bandiera)    | A     | Elisio Gabardo   |
|    | Argentina (bandiera) | A     | Tomás Garibaldi  |

## Calciomercato
| Acquisti | Acquisti        | Acquisti     | Acquisti   |
| R.       | Nome            | da           | Modalità   |
| -------- | --------------- | ------------ | ---------- |
| A        | Tomás Garibaldi | Boca Juniors | definitivo |

| Cessioni | Cessioni | Cessioni | Cessioni |
| R.       | Nome     | a        | Modalità |
| -------- | -------- | -------- | -------- |

## Risultati

### Serie A

#### Girone di andata
| Arbitro: | Galeati (Bologna) |

|           |           |           |
| Boldi 49’ | Marcatori | 52’ Conti |

| Arbitro: | Pizziolo (Firenze) |

|                            |           |  |
| Gabardo 41’ Conti 83’, 88’ | Marcatori |  |

| Arbitro: | Mazza (Torre del Greco) |

|          |           |           |
| Neri 88’ | Marcatori | 60’ Boffi |

| Arbitro: | Rosso (Torino) |

|                                       |           |                   |
| Pisa I 50’, 52’ Flamini 73’ Piola 79’ | Marcatori | 89’ (aut.) Faotto |

| Arbitro: | Fois (Roma) |

|                                         |           |                                  |
| Genta 5’, 49’ Neri 39’, 54’ Gabardo 61’ | Marcatori | 4’ Barberis 66’ Torri 90’ Romano |

| Arbitro: | Barlassina (Novara) |

|                                                  |           |                                    |
| Reguzzoni 5’ Boriani 21’ Puricelli 30’, 46’, 82’ | Marcatori | 7’ Neri 66’ Scarabello 80’ Gabardo |

| Arbitro: | Scorzoni (Bologna) |

|                                   |           |                    |
| Bertoni 29’ Gabardo 33’ Conti 61’ | Marcatori | 53’ Bellini 88’ Bo |

| Arbitro: | Dattilo (Roma) |

|                          |           |                                                         |
| Corbelli 65’ Alberti 73’ | Marcatori | 11’ Scarabello 34’, 84’ Neri 50’, 64’ Conti 82’ Gabardo |

| Arbitro: | Bertolio (Torino) |

|                      |           |  |
| Gabardo 26’ Neri 73’ | Marcatori |  |

| Arbitro: | Zelocchi (Modena) |

|                                 |           |           |
| Spadavecchia 53’ Lazzaretti 61’ | Marcatori | 60’ Genta |

| Arbitro: | Mattea (Torino) |

|                       |           |                                 |
| Gabardo 25’ Conti 54’ | Marcatori | 13’ Candiani 58’ (rig.) Demaria |

| Arbitro: | Pizziolo (Firenze) |

|                       |           |  |
| Alghisi 2’ Amadei 20’ | Marcatori |  |

| Arbitro: | Conticini (Firenze) |

|             |           |  |
| Bertoni 74’ | Marcatori |  |

| Arbitro: | Barlassina (Novara) |

|                           |           |                                     |
| Sentimenti III 50’ (rig.) | Marcatori | 30’, 89’ Neri 37’ Conti 68’ Miniati |

| Arbitro: | Dattilo (Roma) |

|               |           |  |
| Arcari IV 65’ | Marcatori |  |

#### Girone di ritorno
| Arbitro: | Saracini (Ancona) |

|                                          |           |  |
| Arcari IV 63’ Miniati 65’ Scarabello 77’ | Marcatori |  |

| Arbitro: | Bonivento (Venezia) |

|  |           |           |
|  | Marcatori | 52’ Conti |

| Arbitro: | Pizziolo (Firenze) |

|                            |           |                                  |
| Marchi 22’ (aut.) Loik 81’ | Marcatori | 41’ (rig.) Arcari IV 52’ Miniati |

| Arbitro: | Bonivento (Venezia) |

|                                                        |           |  |
| Arcari IV 28’ (rig.), rig.’ Bertoni 30’ Scarabello 87’ | Marcatori |  |

| Arbitro: | Scorzoni (Bologna) |

|                             |           |           |
| Barberis 15’ Torri 54’, 83’ | Marcatori | 89’ Conti |

| Arbitro: | Barlassina (Novara) |

|               |           |                    |
| Arcari IV 33’ | Marcatori | 60’, 77’ Puricelli |

| Arbitro: | Dattilo (Roma) |

|                                        |           |               |
| Gabetto 5’ Borel II 11’ Capocasale 86’ | Marcatori | 90’ Arcari IV |

| Arbitro: | Biancone (Roma) |

|                             |           |             |
| Arcari IV 1’, 59’ Conti 65’ | Marcatori | 29’ Alberti |

| Arbitro: | Scarpi (Dolo) |

|                              |           |           |
| Quario 57’, 86’ Venditto 88’ | Marcatori | 65’ Conti |

| Arbitro: | Barlassina (Novara) |

|                       |           |  |
| Bertoni 18’ Conti 30’ | Marcatori |  |

| Arbitro: | Bonivento (Venezia) |

|                             |           |          |
| Ferraris II 43’ Demaria 55’ | Marcatori | 3’ Genta |

| Genova 12 maggio 1940 27ª giornata | Genova 1893         | 0 – 0 | Roma | Stadio Luigi Ferraris\| Arbitro: \| Conticini (Firenze) \| |
| Arbitro:                           | Conticini (Firenze) |       |      |                                                            |

| Arbitro: | Zelocchi (Modena) |

|  |           |                      |
|  | Marcatori | 23’ (rig.) Arcari IV |

| Arbitro: | Scarpi (Dolo) |

|  |           |                                          |
|  | Marcatori | 1’ (rig.) Sentimenti III 56’, 84’ Zironi |

| Arbitro: | Bellè (Venezia) |

|                                 |           |                      |
| Borsetti 26’, 61’ Michelini 34’ | Marcatori | 75’ (rig.) Arcari IV |

### Coppa Italia
| Arbitro: | Galeati (Bologna) |

|                 |           |                |
| De Stefanis 56’ | Marcatori | 26’, 119’ Neri |

| Arbitro: | Galeati (Bologna) |

|  |           |             |
|  | Marcatori | 65’ Gabardo |

| Arbitro: | Scarpi (Dolo) |

|            |           |                  |
| Zironi 94’ | Marcatori | 91’, 98’ Bertoni |

| Arbitro: | Scorzoni (Bologna) |

|                        |           |  |
| Neri 48’ Garibaldi 75’ | Marcatori |  |

| Arbitro: | Barlassina (Novara) |

|             |           |  |
| Celoria 26’ | Marcatori |  |

## Statistiche

### Statistiche di squadra
| Competizione | Punti | In casa | In casa | In casa | In casa | In casa | In casa | In trasferta | In trasferta | In trasferta | In trasferta | In trasferta | In trasferta | Totale | Totale | Totale | Totale | Totale | Totale | DR  |
| Competizione | Punti | G       | V       | N       | P       | Gf      | Gs      | G            | V            | N            | P            | Gf           | Gs           | G      | V      | N      | P      | Gf     | Gs     | DR  |
| ------------ | ----- | ------- | ------- | ------- | ------- | ------- | ------- | ------------ | ------------ | ------------ | ------------ | ------------ | ------------ | ------ | ------ | ------ | ------ | ------ | ------ | --- |
| Serie A      | 33    | 15      | 10      | 3       | 2       | 31      | 14      | 15           | 4            | 2            | 9            | 25           | 33           | 30     | 14     | 5      | 11     | 56     | 47     | +9  |
| Coppa Italia |       | 1       | 1       | 0       | 0       | 2       | 0       | 4            | 3            | 0            | 1            | 5            | 3            | 5      | 4      | 0      | 1      | 7      | 3      | +4  |
| Totale       |       | 16      | 11      | 3       | 2       | 33      | 14      | 19           | 7            | 2            | 10           | 30           | 36           | 35     | 18     | 5      | 12     | 63     | 50     | +13 |

### Statistiche dei giocatori
| Giocatore      | Serie A  | Serie A | Coppa Italia | Coppa Italia | Totale   | Totale |
| Giocatore      | Presenze | Reti    | Presenze     | Reti         | Presenze | Reti   |
| -------------- | -------- | ------- | ------------ | ------------ | -------- | ------ |
| B. Arcari (IV) | 21       | 11      | 3            | 0            | 24       | 11     |
| G. Battistoni  | 14       | 0       | 1            | 0            | 15       | 0      |
| S. Bertoni (I) | 21       | 4       | 5            | 2            | 26       | 6      |
| M. Borelli     | 1        | 0       | 2            | 0            | 3        | 0      |
| C. Ceresoli    | 17       | -23     | 4            | -2           | 21       | -25    |
| U. Conti       | 27       | 13      | 1            | 0            | 28       | 13     |
| L. Fregosi     | 6        | -14     | -            | -            | 6        | -14    |
| E. Gabardo     | 18       | 7       | 4            | 1            | 22       | 8      |
| T. Garibaldi   | 3        | 0       | 4            | 1            | 7        | 1      |
| M. Genta       | 30       | 4       | 5            | 0            | 35       | 4      |
| S. Marchi      | 30       | 0       | 5            | 0            | 35       | 0      |
| G. Michelini   | 1        | 0       | 4            | 0            | 5        | 0      |
| A. Miniati     | 10       | 3       | 1            | 0            | 11       | 3      |
| G. Neri        | 30       | 8       | 5            | 3            | 35       | 11     |
| M. Perazzolo   | 28       | 0       | 3            | 0            | 31       | 0      |
| V. Sardelli    | 29       | 0       | 5            | 0            | 34       | 0      |
| L. Scarabello  | 22       | 5       | 2            | 0            | 24       | 5      |
| C. Villa       | 15       | 0       | -            | -            | 15       | 0      |
| G. Zaro        | 7        | -10     | 1            | -1           | 8        | -11    |